# Journal of Chemical Physics
Das Journal of Chemical Physics (nach ISO 4 abgekürzt J. Chem. Phys.) ist eine in den USA erscheinende peer-reviewte Fachzeitschrift.
Die Zeitschrift veröffentlicht Artikel über Experimente und theoretische Arbeiten aus dem Bereich der physikalischen Chemie.
Sie wird seit ihrer Gründung im Jahr 1933 herausgegeben vom American Institute of Physics. Der derzeit verantwortliche Redakteur ist Tianquan Lian (Stand: 2020).
Der Impact Factor lag im Jahr 2019 bei 2,991. Nach der Statistik des ISI Web of Knowledge wurde das Journal 2012 in der Kategorie atomare, molekulare und chemische Physik an achter Stelle von 34 Zeitschriften geführt.